# Гуслица
Гу́слица (в верховье — Гусля́нка) — река в восточной части Московской области России, левый приток Нерской.
Исток близ города Егорьевска. Течёт сначала на север, а затем на запад и впадает в Нерскую у села Хотеичи. Верховья Гуслицы до села Ильинский Погост густо заселены и почти безлесны. На Гуслице стоят деревня Слободище (деревянная старообрядческая Казанская церковь, построенная в XIX веке), село Хотеичи (Троицкая церковь в стиле классицизма XIX века, церковная ограда с башенками XIX века).
Название реки связано со старинным названием местности Гуслицы, простиравшейся от верховьев Нерской до Егорьевска.
Интерес для туристов представляет нижнее течение реки, где она протекает среди мачтовых боров.

## Гидрология
Длина — 36 километров, площадь водосборного бассейна — 368 км². Равнинного типа. Питание преимущественно снеговое. Замерзает обычно в середине ноября, вскрывается в середине апреля. Основные притоки — Десна (лв) и Шувойка (Шувоя) (пр). Также правый приток — речка Боронка.
По данным Государственного водного реестра России, относится к Окскому бассейновому округу. Речной бассейн — Ока, речной подбассейн — бассейны притоков Оки до впадения Мокши, водохозяйственный участок — Москва от водомерного поста в деревне Заозерье до города Коломны.